# Peter Arévalo
Peter Sebastián Arévalo Gonzáles (Lima, 19 de octubre de 1969), conocido también como Mr. Peet, es un narrador, locutor, comentarista y personalidad de Internet peruano. Durante su trayectoria narró realities de competencias en televisión nacional y luego los partidos de los mundiales de Alemania 2006, Brasil 2014, Rusia 2018 y la Eurocopa 2016. También se dio a conocer por ser el conductor del programa deportivo web A presión.

## Biografía
Nacido en Lima, el 19 de octubre de 1969, vivió durante su infancia en el distrito de Lince.
Jugó en la Copa Perú, donde se fue a probar al Defensor Lima.
Inició su carrera periodística en 1995, siendo un comentarista del programa de Eddie Fleischman. Su primera narración fue en el partido de Unión Minas vs. San Agustín, en la ciudad de Cerro de Pasco.
En enero del 2004, fue comentarista de Fútbol en América Radio por recomendación de Gonzalo Núñez y Erick Osores. Ese año tomo un casting para reemplazar a Luis Ángel Pinasco como narrador, donde tomaron sus servicios para narrar las Eliminatorias para la Copa Mundial de Fútbol de Alemaniay el Campeonato Mundial de Voleibol Femenino por el canal América Televisión en los años 2005 y 2006 respectivamente.
Fue narrador del reality show de competencias Esto es guerra por la misma televisora, donde recibiría el apodo de «Mr. Peet» por parte de la presentadora Johanna San Miguel para diferenciar su labor de narrador deportivo. Posteriormente, se mudaría al otro canal de señal abierta ATV para ser la voz en off del programa rival Combate, el mundial de Brasil 2014y la Eurocopa 2016.[cita requerida]
En 2018, Arévalo prestó su colaboración con el canal  Latina Televisión, para narrar los partidos de la Copa Mundial de Fútbol de Rusia.
Trabajó en Fox Sports Radio desde 2018 hasta 2019, cuando fue cerrado Fox Sports Perú.
Trabaja para ESPN, además de que narra partidos de futbol para Disney+.  También conduce el programa ESPN FC desde 2021.
Entre 2022 y 2023 fue copresentador del programa de conocimiento deportivo Abrazo de gol y locutor y voz en off de Esto es bacán, un reality show segmento del magacín sabatino Sorpréndete, ambos programas de Willax Televisión.
Desde el año 2022, participa como presentador del programa radial Salsagol por Radio Panamericana y concursó en el programa televisivo El gran chef famosos en el 2023.

### A Presión
Desde 2020 conduce el programa deportivo de internet A presión, el cual se convertiría en un canal de YouTube. El canal es producido por Carlos Álvarez Hurtado.
Su programa inicial ganó los Premios Luces 2021 y 2022. Sin embargo, generó controversia por su tratamiento irreverente en comparación con otros programas de televisión del mismo género. En 2023, sus panelistas fueron acusados de xenofobia y sexismo hacia la comunidad venezolana en el Perú.
Aparte del programa, se dedicó a la narración del torneo The International, que se emitió en el mismo canal. Posteriormente, fue designado representante de Perú en el evento Kings League Américas, junto con Andy Merino.

## Trayectoria

### Radio
| Año       | Título             | Difusión           | Notas                   |
| --------- | ------------------ | ------------------ | ----------------------- |
| 1996-1999 | Full deporte       | CPN Radio          | Narrador y comentarista |
| 1999-2001 | Full deporte       | Radio Miraflores   | Narrador y comentarista |
| 2001-2002 | Por toda la cancha | Radio Bacán        | Comentarista            |
| 2004-2005 | Fútbol en América  | Radio América      | Comentarista            |
| 2006-2007 | Fútbol en América  | Radio Miraflores   | Comentarista            |
| 2008-2009 | Full deporte       | CPN Radio          | Comentarista            |
| 2017      | Exitosa deportes   | Radio Exitosa      | Narrador y comentarista |
| 2022-2023 | Salsagol           | Radio Panamericana | Locutor                 |

### Televisión
| Año        | Título               | Difusión           | Notas                                 |
| ---------- | -------------------- | ------------------ | ------------------------------------- |
| 2013, 2019 | Esto es guerra       | América Televisión | Narrador y voz en off                 |
| 2014-2018  | Combate              | ATV                | Narrador y voz en off                 |
| 2018-2019  | Fox Sports Radio     | Fox Sports         | Locutor                               |
| 2020- 2022 | Equipo F             | ESPN 2             | Presentador y comentarista            |
| 2022-2023  | Abrazo de gol        | Willax Televisión  | Presentador                           |
| 2022-2023  | Sorpréndete          | Willax Televisión  | Locutor y voz en off de Esto es bacán |
| 2023       | El gran chef famosos | Latina Televisión  | Participante                          |

### Internet
| Año           | Título          | Difusión           | Notas                                                                   |
| ------------- | --------------- | ------------------ | ----------------------------------------------------------------------- |
| 2020-presente | A presión       | YouTube y Facebook | Presentador de A presión con Mr. Peet, A presión Radio y Estudio Fútbol |
| 2023-presente | Mr Peet Channel | YouTube            | Presentador de Madrugol                                                 |

## Obras
- ¿Cuándo se jodió el fútbol peruano? (2023)[23]

## Premios y nominaciones
| Premio         | Año  | Categoría                          | Trabajo Nominado | Resultado | Ref.          |
| -------------- | ---- | ---------------------------------- | ---------------- | --------- | ------------- |
| Premios Luces  | 2022 | Mejor Programa Digital de Deportes | A Presión        | Ganador   | [ 24 ] [ 25 ] |
| Premios Luminy | 2024 | Mejor Programa en Vivo             | A Presión        | Ganador   | [ 26 ]        |
| Premios Luminy | 2024 | Mejor Contenido Deportivo del Año  | A Presión        | Ganador   | [ 26 ]        |